# 欧亚开发银行
欧亚开发银行是一家总部位于哈萨克斯坦阿拉木圖的开发性金融机构，成立于2006年。該銀行主要投资歐亞大陸国家的经济发展項目。该银行在圣彼得堡设有分行，并在阿斯塔納、比什凯克、杜尚别、葉里溫、明斯克和莫斯科设有代表处。 
截至2023年1月， 該銀行的主要股东有：
1. 俄罗斯 (44.78 %)
2. 哈萨克斯坦 (37.28%)
3. 白俄罗斯 (5.21 %)
4. 塔吉克斯坦 (4.25%)
5. 吉尔吉斯斯坦 (4.22%)
6. 亚美尼亚（4.22％）